# Monhysterida
Monhysterida zijn een orde van rondwormen (Nematoda).

## Taxonomie
De volgende onderordes worden bij de orde ingedeeld:
- Linhomoeina
- Monhysterina